# О Кын Нёль
О Кын Нёль (кор. 오극렬?, 吳克烈?; 7 января 1930 — 9 февраля 2023) — северокорейский военный и политический деятель, генерал, бывший начальник генштаба (1979—1988); с апреля 2009 года занимал должность заместителя председателя Комиссии национальной обороны Трудовой партии Кореи и возглавлял в ней отдел по операциям. Будучи сыном предполагаемого ветерана партизанской войны против японцев и соратника Ким Ир Сена, воспитывался в сиротском приюте для детей ветеранов, находившемся под попечением Ким Чен Сук, супруги Ким Ир Сена, и с детства был близким другом Ким Чен Ира. Некоторое время был, по мнению ряда экспертов, вторым по влиянию человеком в КНДР.

## Биография
Военное образование получил в революционной академии Мангёндэ (поступил туда в 1947 году), военном университете им. Ким Ир Сена и затем в военно-воздушной академии в СССР. После завершения обучения в 1962 году служил в ВВС страны, в ноябре 1964 года был повышен до генерал-майора и возглавил военно-воздушную академию, 11 октября 1967 года получил звание генерал-лейтенанта и в начале 1968 года возглавил ВВС страны. В ноябре 1967 года был также избран депутатом Верховного народного собрания КНДР, в ноябре 1970 года стал полноправным членом ЦК ТПК. В декабре 1972 года переизбран в парламент; 1973 году был в числе северокорейских лётчиков, отправленных на помощь египетским ВВС во время Войны Судного дня. В 1974—1975 годах занимался в основном руководством ВВС страны. В октябре 1977 года был назначен заместителем начальника генштаба Корейской народной армии и месяц спустя был переизбран членом парламента, в сентябре 1979 года возглавил генштаб и тогда же стал кандидатом в члены политбюро ЦК ТПК. В сентябре 1980 года был награждён орденом Ким Ир Сена и повышен в звании до генерал-полковника, 10 октября того года на VI съезде партии был избран полноправным членом политбюро; 13 апреля 1985 года повышен в звании до генерала народной армии и возглавил институт электронной войны «Мирим».
В феврале 1988 года вместе со своим заместителем Ким Ён Чхуном был снят с должности и отправлен на «переобучение» — предположительно из-за конфликта с министром народных вооружённых сил маршалом О Джин У или даже из-за опасений того, что его авторитет может стать угрозой для Ким Чен Ира как наследника власти. Уже в сентябре того же года, однако, возвратился на службу и первоначально возглавил отдел гражданской обороны ТПК, в 1989 году возглавил стратегический отдел ТПК; в феврале 2009 года возглавил оперативный отдел, 9 апреля того же года переданный в подчинение Центральной военной комиссии ТПК, в которой он занял должность заместителя. В июне 2009 года был объявлен властями США и некоторыми международными организациями ключевой фигурой (вместе с одним из своих сыновей) в деле организации печатания на территории КНДР контрафактных долларов, которое якобы осуществлялось на фабрике в Пхеньяне, находившейся под контролем подчинённого ему партийного отдела.
В сентябре 2010 года был переизбран в качестве члена ЦК ТПК, но не вошёл в состав политбюро и Центральной военной комиссии, однако продолжал считаться одним из самых влиятельных людей в КНДР. Был членом комитета по организации похорон Ким Чен Ира; в южнокорейской прессе его даже называли возможным соперником Ким Чон Ына на посту руководителя КНДР после смерти Ким Чен Ира. 11 апреля 2012 года на IV конференции ТПК был вновь избран кандидатом в члены политбюро ЦК ТПК. Известно, что О Кын Нёль с 2010 года находился в конфликте с Чан Сон Тхэком (в том числе, предположительно, из-за дела о фальшивых долларах) и в начале 2010-х годов некоторое время находился в опале, однако после казни Чан Сон Тхэка стал принимать более активное участие в политической жизни страны. Однако в мае 2016 года не был вновь избран кандидатом в члены ЦК ТПК, также не был избран депутатом парламента на выборах 29 июня того же года и в 2016 году фактически ушёл из политической жизни.
Имел двух сыновей и пятерых дочерей. Один из сыновей, О Се Ук, был генералом КНА и в 2004 году бежал в США. Старшая из дочерей О Кын Нёля, как сообщалось, работает режиссёром на киностудии. О Кын Нёль свободно владел, помимо родного корейского, русским, китайским и английским языками. В 2006 году в отчёте южнокорейской разведки он был отмечен как большой знаток Южной Кореи.